# Toropi

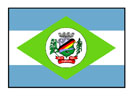
Bandera de Toropi.

Toropi es un municipio brasileño del estado de Rio Grande do Sul.
Se encuentra ubicado a una latitud de 29º28'42" Sur y una longitud de 54º13'41" Oeste, estando a una altitud de 133 metros sobre el nivel del mar. Su población estimada para el año 2004 era de 3.174 habitantes.